# Francis Lemaire
Francis Lemaire (ur. 6 września 1936, zm. 5 marca 2013) – belgijski aktor filmowy i telewizyjny.

## Filmografia
seriale
- 1971: Schulmeister, espion de I'empereur jako Chapman
- 1981: Histoire contemporaire jako Le prefet Worms-Clavelin

film
- 1973: Przygody rabina Jakuba jako Brygadier
- 1977: Julie pot de colle jako Tamer
- 2003: Madame Doubtfire jako Arthur